# Joseph Imesch
Joseph Leopold Imesch (ur. 21 czerwca 1931 w Grosse Pointe Farms, Michigan, zm. 22 grudnia 2015 w Joliet) – amerykański duchowny katolicki, biskup Joliet w Illinois w latach 1979-2006.

## Życiorys
Do kapłaństwa przygotowywał się w seminarium duchownym w Detroit i Rzymie w Kolegium Ameryki Płn. W Wiecznym Mieście 16 grudnia 1956 otrzymał święcenia kapłańskie. W roku 1957 uzyskał licencjat z teologii. Od roku 1959 był prywatnym sekretarzem kard. Johna Deardena, ówczesnego zwierzchnika swej rodzinnej archidiecezji Detroit. 
8 lutego 1973 papież Paweł VI mianował go biskupem pomocniczym Detroit ze stolicą tytularną Pomaria.  Sakry udzielił mu kard. Dearden. 30 czerwca 1979 został wyznaczony na biskupa diecezjalnego Joliet w Illinois. Na emeryturę przeszedł 16 maja 2006 roku. Był najdłużej urzędującym ordynariuszem w historii tej diecezji.
Zmarł 22 grudnia 2015.